# Onthophagus lemuroides
Onthophagus lemuroides är en skalbaggsart som beskrevs av D'orbigny 1898. Onthophagus lemuroides ingår i släktet Onthophagus och familjen bladhorningar. Inga underarter finns listade i Catalogue of Life.